# Arta Dobroshi
Arta Dobroshi (ur. 2 października 1979 w Prisztinie) – albańska aktorka, pochodząca z Kosowa.
Posługuje się czterema językami.

## Życiorys
W roku 1994 wyemigrowała z Kosowa wraz z rodzicami do Stanów Zjednoczonych, osiedlając się w mieście Albany. Tam też po raz pierwszy próbowała sił jako aktorka. W 1996 powróciła do Kosowa i podjęła studia w Akademii Sztuk Pięknych w Prisztinie, a także występując na scenie w repertuarze szekspirowskim oraz w filmach krótkometrażowych. W 1999 w czasie wojny przedostała się do Macedonii, gdzie pracowała jako tłumacz w obozach dla uchodźców albańskich, współpracując z International Medical Corps.
Pierwszą poważniejszą rolą filmową była rola Violi w filmie Kujtima Çashku – Syri magjik. Zauważona przez filmowców belgijskich, kiedy występowała na festiwalu teatralnym w Sarajewie została zaangażowana do nowego filmu, realizowanego przez braci Jean Pierre’a i Luca Dardenne. Zagrała tytułową rolę w obrazie Milczenie Lorny, za co została nominowana do nagrody za główną rolę kobiecą na 61. Festiwalu Filmowym w Cannes.
W 2011 była jurorką 59 Międzynarodowego Festiwalu Filmowego w Berlinie. W 2016 wystąpiła w wideoklipie do utworu Come Near Me brytyjskiego zespołu Massive Attack.

## Role filmowe
- 2002: Netet e Zullumadhit
- 2005: Syri magjik jako Viola
- 2008: Smutek pani Šnajder jako Ema
- 2008: Milczenie Lorny jako Lorna
- 2009: Kronike provinciale
- 2011: Baby jako Sara
- 2011: Jesienna miłość jako Maja
- 2012: Trzy światy jako Vera
- 2013: Mitrovica
- 2014: Gently, gently jako Anna
- 2015: Atis jako matka (krótkometrażowy)
- 2016: Massive Attack: Come Near Me
- 2017: Stray jako Grace
- 2019: Drita jako Drita
- 2020: Gangi Londynu jako Floriana
- 2020: The Stork jako Suta
- 2022: Nie będziesz sam jako Stamena
- 2023: Emily jako Emily